# Graphistylis
Graphistylis är ett släkte av korgblommiga växter. Graphistylis ingår i familjen korgblommiga växter.
Kladogram enligt Catalogue of Life:
| Graphistylis | \| \| Graphistylis argyrotricha \| \| \| \| \| \| Graphistylis cuneifolia \| \| \| \| \| \| Graphistylis dichroa \| \| \| \| \| \| Graphistylis itatiaiae \| \| \| \| \| \| Graphistylis oreophila \| \| \| \| \| \| Graphistylis organensis \| \| \| \| \| \| Graphistylis riopretensis \| \| \| \| \| \| Graphistylis toledoi \| \| \| \| |
|              | \| \| Graphistylis argyrotricha \| \| \| \| \| \| Graphistylis cuneifolia \| \| \| \| \| \| Graphistylis dichroa \| \| \| \| \| \| Graphistylis itatiaiae \| \| \| \| \| \| Graphistylis oreophila \| \| \| \| \| \| Graphistylis organensis \| \| \| \| \| \| Graphistylis riopretensis \| \| \| \| \| \| Graphistylis toledoi \| \| \| \| |
|              | Graphistylis argyrotricha |
|              | |
|              | Graphistylis cuneifolia |
|              | |
|              | Graphistylis dichroa |
|              | |
|              | Graphistylis itatiaiae |
|              | |
|              | Graphistylis oreophila |
|              | |
|              | Graphistylis organensis |
|              | |
|              | Graphistylis riopretensis |
|              | |
|              | Graphistylis toledoi |
|              | |